# Mitrídates, rey de Ponto
Mitrídates, rey de Ponto (título original en italiano, Mitridate, Re di Ponto) es una ópera seria en tres actos con música de Wolfgang Amadeus Mozart y libreto en italiano de Vittorio Amedeo Cigna-Santi. Lleva por número KV 87. En el último catálogo Köchel, K6 74a. Se compuso por encargo del conde Firmian, gobernador de Milán y mecenas. Se estrenó en el Teatro Regio Ducal de Milán el 26 de diciembre de 1770.

## Personajes
| Personaje                                 | Tesitura             | Reparto el 26 de diciembre de 1770 Director: Wolfgang Amadeus Mozart |
| ----------------------------------------- | -------------------- | -------------------------------------------------------------------- |
| Mitrídates VI (rey del Ponto)             | tenor                | Guglielmo d'Ettore                                                   |
| Aspasia (prometida de Mitrídates)         | soprano              | Antonia Bernasconi                                                   |
| Farnaces (hijo primogénito de Mitrídates) | contralto / castrato | Giuseppe Cicognani                                                   |
| Sifares (hijo de Mitrídates)              | soprano / castrato   | Pietro Benedetti                                                     |
| Arbate (Gobernador de Ninfea)             | soprano / castrato   | Pietro Muschietti                                                    |
| Marzio (tribuno romano)                   | tenor                | Gasparo Bassano                                                      |
| Ismene (princesa de los partos)           | soprano              | Anna Francesca Varese                                                |

## Argumento
La historia que se cuenta en la ópera transcurre en Ninfea, puerto de Crimea en el Reino del Ponto en el año 63 a. C. El protagonista es el rey Mitrídates VI Eupator (132-63 a. C.) Enzarzado en sus luchas contra los romanos, deja a su prometida Aspasia al cuidado de sus hijos: Farnaces y Sifares. Después de sufrir una severa derrota, Mitrídates es dado por muerto. 
Acto I
Escena 1
Arbate, el gobernador de Ninfea, da la bienvenida a Sifares que está enojado con su hermano, Farnaces, debido a los fuertes lazos que lo unen a los romanos, sus enemigos. Arbate jura lealtad a Sifares. Aspasia ruega a Sifares, para que la ayude a resistir los avances de Farnaces. Sifares acepta sus súplicas, y al tiempo revela su amor por ella. Aspasia ama secretamente a Sifares.
Escena 2
Farnaces, el primogénito, ofrece su amor a Aspasia, quien lo rechaza con el apoyo de Sifares, que la protege frente a su poderoso hermano. Llegan noticias de que Mitrídates está vivo y se acerca a la ciudad. Arbate insta a los hermanos a sobreponerse a sus diferencias y saludar a su padre. Farnaces conspira con Marzio, tribuno romano, contra Mitrídates.
Escena 3
Mitrídates llega a Ninfea con la princesa Ismene, hija del rey de los partos, para ofrecerla como esposa a su hijo Farnaces. Mitrídates quiere que Farnaces se case con Ismene, su prometida. Ismene está enamorada de Farnaces. Arbate le dice a Mitrídates que Farnaces persigue a Aspasia, pero no menciona a Sifares. Celoso, Mitrídates jura vengarse de Farnaces. 
Acto II
Escena 1
Farnaces desprecia y amenaza a Ismene, y ésta se lo dice a Mitrídates, quien sugiere que se case con Sifares. Mitrídates pide a Aspasia que se casen inmediatamente, pero ella vacila, lo que demuestra su infidelidad. Aspasia le confiesa su amor a Sifares, pero acuerdan separarse para salvaguardar el honor. Sifares planea marcharse y Aspasia queda preocupada, inmersa en su conflicto entre el amor y el deber. 
Escena 2
Mitrídates es consciente del complot de Farnaces y los romanos contra él, y planea vengarse, a pesar de la oferta de paz que Marzio le hace llegar. Detiene a Farnaces, acusado de traición. Ismene salva al príncipe Farnaces lo confiesa todo a su padre y es ingresado en prisión. Aspasia y Sifares declaran su amor y están dispuestos a morir, por temor a Mitrídates. 
Acto III
Escena 1
Ismene, todavía enamorada de Farnaces, trata de convencer a Mitrídates para que perdone a Aspasia y Sifares. Los romanos, guiados por Marzio, atacan y Mitrídates se prepara para la batalla. Aspasia piensa en suicidarse ingiriendo veneno, y sólo la intervención de Sifares consigue salvarla. Sifares también quiere morir y se une a su padre en la batalla.
Escena 2
Marzio libera a Farnaces y le promete el trono de su padre si le ayuda. Pero el príncipe cambia de idea, se arrepiente de su traición y se une al ejército de su padre.
Escena 3
Mitrídates es herido en combate y él mismo se arroja sobre su espada para suicidarse, ante la derrota. Antes de morir, perdona a sus hijos y da su bendición a Sifares y Aspasia, mientras Farnaces se declara dispuesto a desposar a Ismene. En el quinteto final Sifares, Aspasia, Farnaces, Ismene y Arbate declaran su intención de vengarse de los romanos y combatir a aquellos que pretenden acabar con la libertad del mundo entero.

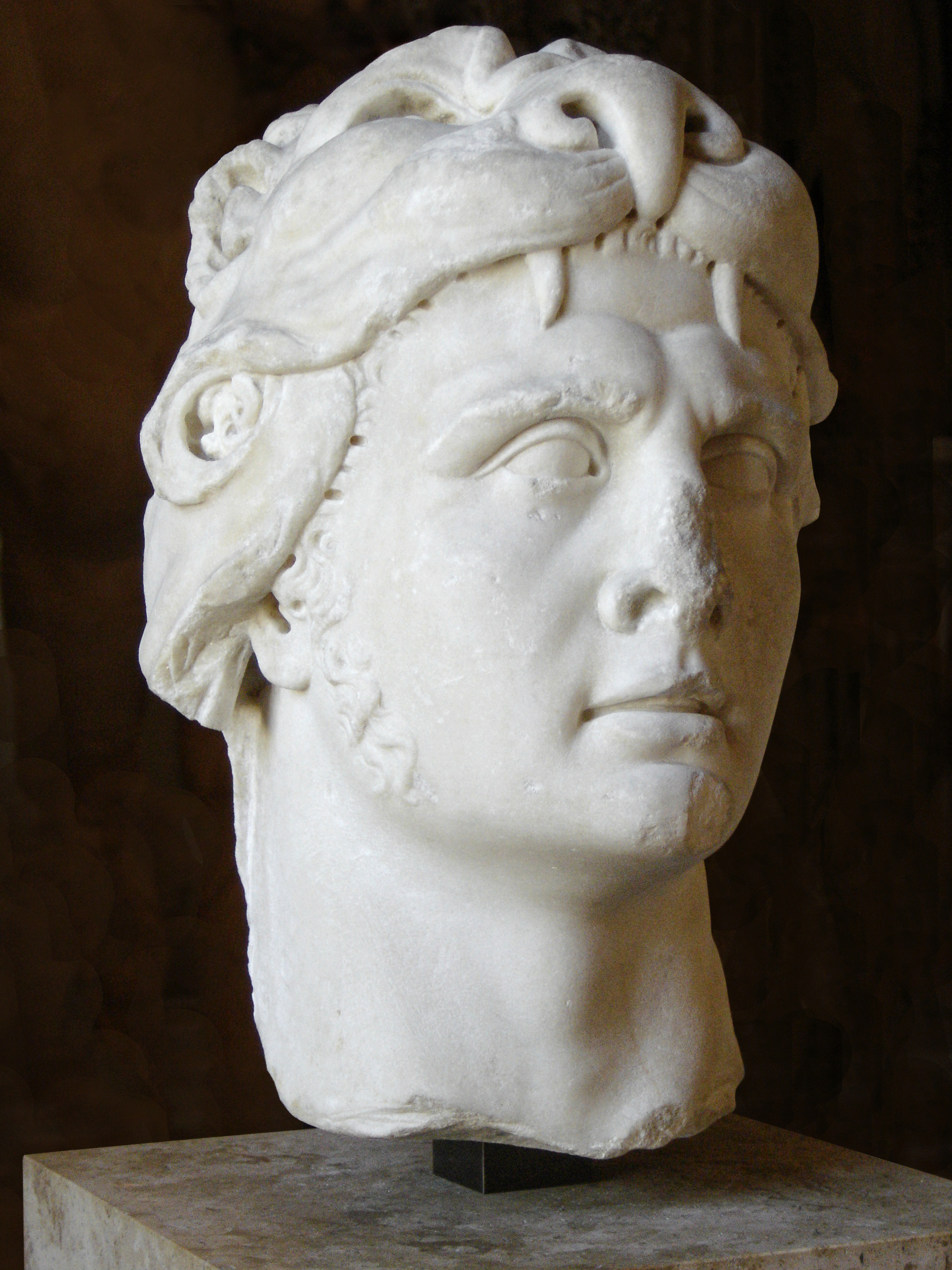
Busto romano en mármol de Mitrídates VI

## Valoración musical
- Instrumentación original

Originalmente interpretada con 2 flautas, 2 oboes, 4 cornos, 2 fagotes, 2 trompetas, timbales, cuerdas y bajo continuo.
- Libreto

El texto originario era el Mithridate de Racine (1673); fue traducido por el abate Giuseppe Parini. Vittorio Amadeo Cigna-Santi versificó esta traducción para la ópera de Mozart. Este poeta residía en Turín y envió a Milán el libreto por partes. La historia de Mitrídates ya había sido puesta en música con anterioridad, por Quirino Gasparini.
- Estructura musical

Consta de una obertura, veintiún arias, una cavata, una cavatina, un dúo y un coro final. Mozart intercaló siete recitativos acompañados. De las piezas vocales de esta ópera, destacan: 
N.º 4 Aria de Aspasia: Nel sen mi palpita
N.º 7 Aria de Mitrídates: Se di lauri il crine adorno
N.º 13 Aria de Aspasia: Nel grave tormento
N.º 17 Dúo de Sifares y Aspasia: Se viver non degg’io. Dúo al final del segundo acto en el que los dos declaran su amor.
N.º 18 Aria de Ismene: Tu sai per chi m’accese
- Estreno

Se compuso para inaugurar la temporada musical, por parte del conde Firmian, gobernador y mecenas milanés. Las circunstancias de su composición y estreno pueden seguirse a través de las cartas de Leopold Mozart. Se estrenó con gran éxito en el Teatro Regio Ducal de Milán el 26 de diciembre de 1770.
Esta primera representación suscitó el entusiasmo del público, en Parini y en todos los cantantes. El castrado Pietro Benedetti afirmó que, si el público no quedaba encantado con el dueto final del segundo acto, “se haría castrar por segunda vez". Después de esa primera representación, hubo otras veinte en el mismo escenario, dirigiendo Mozart las cuatro primeras. No se volvió a representar hasta el siglo XX. Se interpretó en Salzburgo en 1977 en versión de concierto.
Esta ópera se representa poco; en las estadísticas de Operabase, aparece la n.º 163 de las óperas representadas en 2005-2010, siendo la 24.ª en Austria y la decimocuarta de Mozart, con 19 representaciones en el período.
- Valoración

Mozart escribió Mitridate mientras se encontraba de viaje por Italia en 1770. Tenía catorce años. Fue su primera experiencia con la ópera seria. Recibió cien florines y la manutención durante los cinco meses que tardó en componerla. Como el resto de sus primeras óperas, sigue muy de cerca el modelo italiano.

## Discografía
- Hay una grabación de esta ópera, con dirección de Leopold Hager, con Arleen Augér, Edita Gruberová, Agnes Baltsa, Ileana Cotrubas, Werner Hollweg, y la Orquesta del Mozarteum de Salzburgo (1976, Philips)

Igualmente, está disponible una grabación en DVD por Charles T. Downey (2006, Ionarts).
- Christophe Rousset, orchestra Les Talents Lyriques - Giuseppe Sabbatini, Natalie Dessay, Cecilia Bartoli, Brian Asawa, Sandrine Piau - 1998 -  Decca

- Jed Wentz, Musica ad Rhenum - Marcel Reijans, Francine van der Heyden, Marijje van Stralen, Johannette Zomer, Cecile van de Sant, Young-Hee Kim, Alexei Grigorev - 2001-  Brilliant Classics